# Haji
Haji (nacida como Barbarella Catton, 24 de enero de 1946 - 10 de agosto de 2013) fue una actriz de origen canadiense y bailarina exótica conocida por su papel en el clásico de culto de 1965, Faster, Pussycat! Kill! Kill!, del director Russ Meyer. Ella ha hecho contribuciones significativas a su trabajo mediante la introducción de nuevos elementos de psicodelia y la brujería, así como la escritura de la mayoría de sus propios diálogos.

## Vida y carrera
Nació como Barbarella Catton en Quebec, Canadá. Apareció en varias películas de Russ Meyer, incluyendo Motorpsycho (1965), Faster, Pussycat! Kill! Kill! (1965), Good Morning and... Goodbye! (1967), y Supervixens (1975).
En 2003 realizó su último trabajo, donde interpretó el papel de 'Moonji' en Killer Drag Queens on Dope. Ella vivía en Malibú, California. Ella apareció como una de las 1000 damas más elegantes del siglo XX en el libro Glamorous Girls of the Century por Steve Sullivan. También fue entrevistada en el libro Invasion of the B-Girls por Jewel Shepard.